# La pesca miraculosa
La pesca miraculosa és un esdeveniment referit a dos dels Miracles de Jesús descrits als Evangelis cristians. Els dos miracles, què tenen una narració similar tot i que es refereixen a dos moments separats en el temps per alguns anys, els apòstols estan pescant infructuosament al llac de Tiberíades quan Jesús els diu que tornin a provar de llençar la xarxa un cop més i es veuen premiats amb una gran captura. Tots dos són coneguts per la denominació "La pesca miraculosa".

## Visió de Conjunt
A l'Evangeli segons Lluc (Lluc 5:1–11)la primera pesca miraculosa té lloc al començament del ministeri de Jesús i provoca que Pere, Jaume i Joan, els fills de Zebedee, esdevinguin deixebles de Jesús.
La segona pesca miraculosa també anomenada la "pesca miraculosa dels 153 peixos" segueix l'esquema de la primera pesca. Es recull a l'últim capítol de l'Evangeli de Joan (Joan 21:1-14) i té lloc després de la Resurrecció de Jesús.
En l'art cristià, els dos miracles són distingits pel fet que en el primer miracle Jesús es representa sobre del vaixell amb Pere, mentre que al segon miracle està dempeus a la costa.

## Primera pesca miraculosa
Segons l'Evangeli de Lluc, el dia d'aquest miracle, Jesús estava predicant prop del Llac de Tiberíades, quan va veure dos vaixells a la vora de l'aigua. Es va embarcar al que era de Pere, i es varen allunyar una mica de la costa, va seure i predicar a la gent des del vaixell. Després, li va dir a Pere:
"Tira llac endins i caleu les xarxes per pescar"［Lluc 5:4］
Pere contestava:
"Mestre, ens hi hem escarrassat tota la nit i no hem agafat res; però, ja que tu ho dius, calaré les xarxes."［Lluc 5:5］
Quan ho varen fer això, "van arreplegar tant i tant de peix que les xarxes se'ls esquinçaven",［Lluc 5:6］ i varen demanar ajuda d'un altre vaixell. Quan Pere va veure la gran pesca, que omplia els dos vaixells gairebé a punt d'enfonsament, va caure de genolls davant Jesús i deia, "Aparta't de mi, Senyor, que sóc un pecador!".［Lluc 5:8］ Jesús responia "No tinguis por; d'ara endavant seràs pescador d'homes",［Lluc 5:10］ i a continuació Pere i els seus companys Jaume i Joan ho varen deixar tot per a seguir a Jesús.

## Segona pesca miraculosa

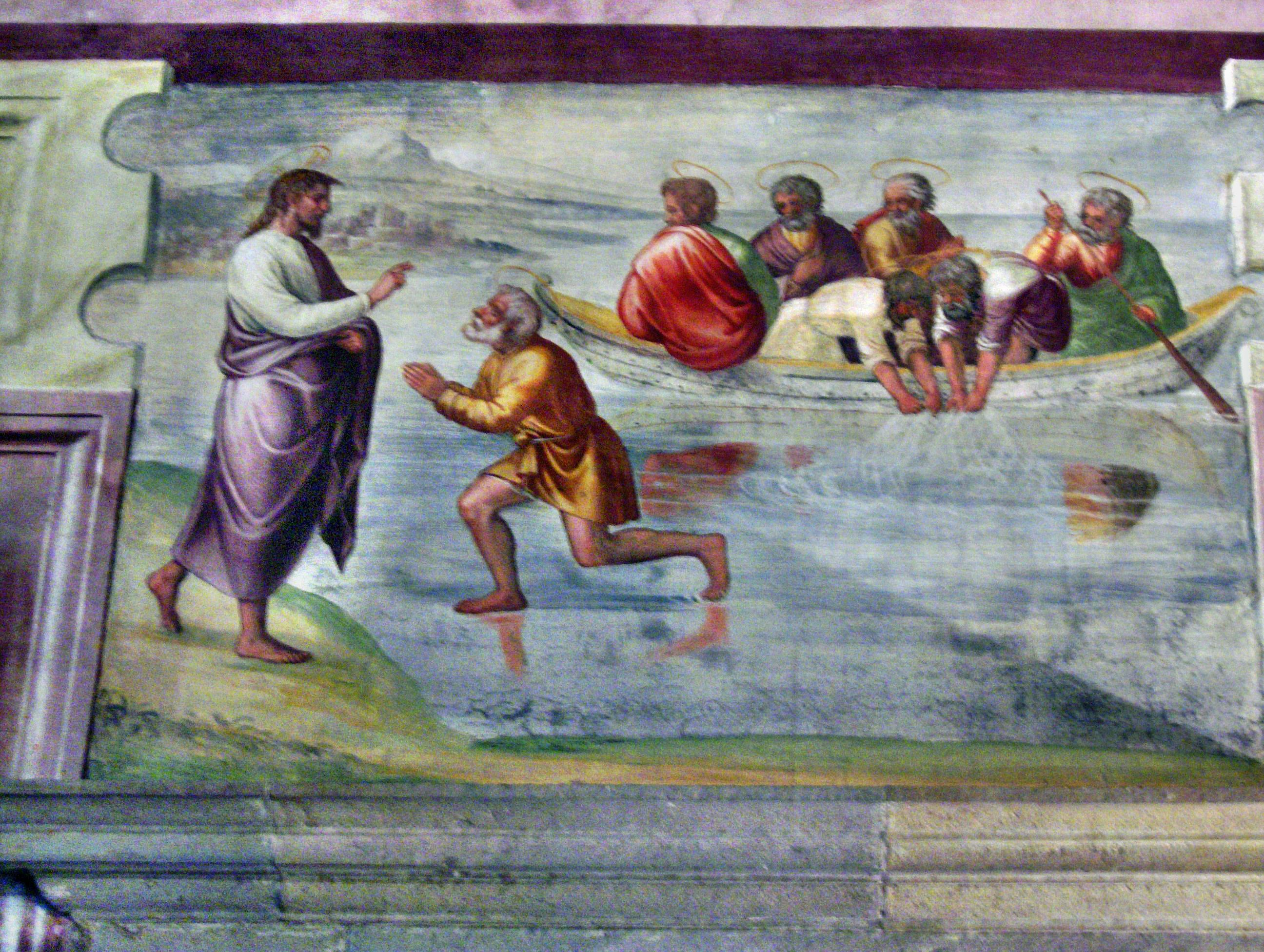
Pesca miraculosa de 153 peixos fresc a la Catedral de Spoleto, Itàlia (segon miracle)

Segons l'Evangeli de Joan, set dels deixebles - Pere, Tomàs, Bartomeu, els fills de Zebedeu (Jaume i Joan), i dos altres - decidien anar de pesca un vespre després de la Resurrecció de Jesús, sense que aquella nit agafessin res. L'endemà matí Jesús, a qui no havien reconegut, els va cridar des de la costa:
"Amics, no teniu cap peix?"［Joan 21:1-4］
Quan contesten negativament (la pregunta en grec fa servir una partícula que s'espera la resposta "No"), Jesús respon: "Llanceu la vostra xarxa pel costat dret del vaixell i trobareu peixos". Després de fer això, "eren incapaços de pujar la xarxa dins el vaixell a causa del gran quantitat de peix".［Joan 21:1-6］
Adonant-se de la identitat de qui els aconsellava, el deixeble que Jesús estimava li va dir a Pere, "És el Senyor!, "［Joan 21:1-7］ i Pere saltava a l'aigua per conèixer-lo (un aspecte de la història sovint il·lustrada a l'art cristià), mentre que la resta de deixebles seguien al vaixell, remolcant la xarxa, que n'era plena amb 153 peixos grans.［Joan 21:1-11］ Jesús llavors coïa i menjava part del peix amb els deixebles.
Aquest passatge ha estat tradicionalment una de les lectures litúrgiques després de Pasqua, i els sermons van estar predicats per Agustí d'Hipona i Joan Crisòstom, entre d'altres.

### 153 peixos
La precisió del nombre de peixos com 153 ha estat molt de temps considerada, i diversos escriptors han sostingut que el nombre 153 té un significat més profund, amb moltes teories en conflicte. Un exemple d'aquestes teories, el teòleg D. A. Carson suggereix que "si l'Evangelista tenia algun simbolisme al cap que estigués connectat amb el nombre 153, l'ha amagat bé", mentre uns altres estudiosos no donen "Cap importància simbòlica com per donar cap suport al nombre de 153 peixos a Joan 21:11".
Les referències a aspectes del miracle, o a la idea general de ser "pescadors d'homes", poden de vegades ser reconegudes amb relació a l'ús del nombre 153. Per exemple, la Saint Paul School de Londres va ser fundada el 1512 per John Colet per "ensenyar els fills de 153 homes pobres".

## Galeria d'art

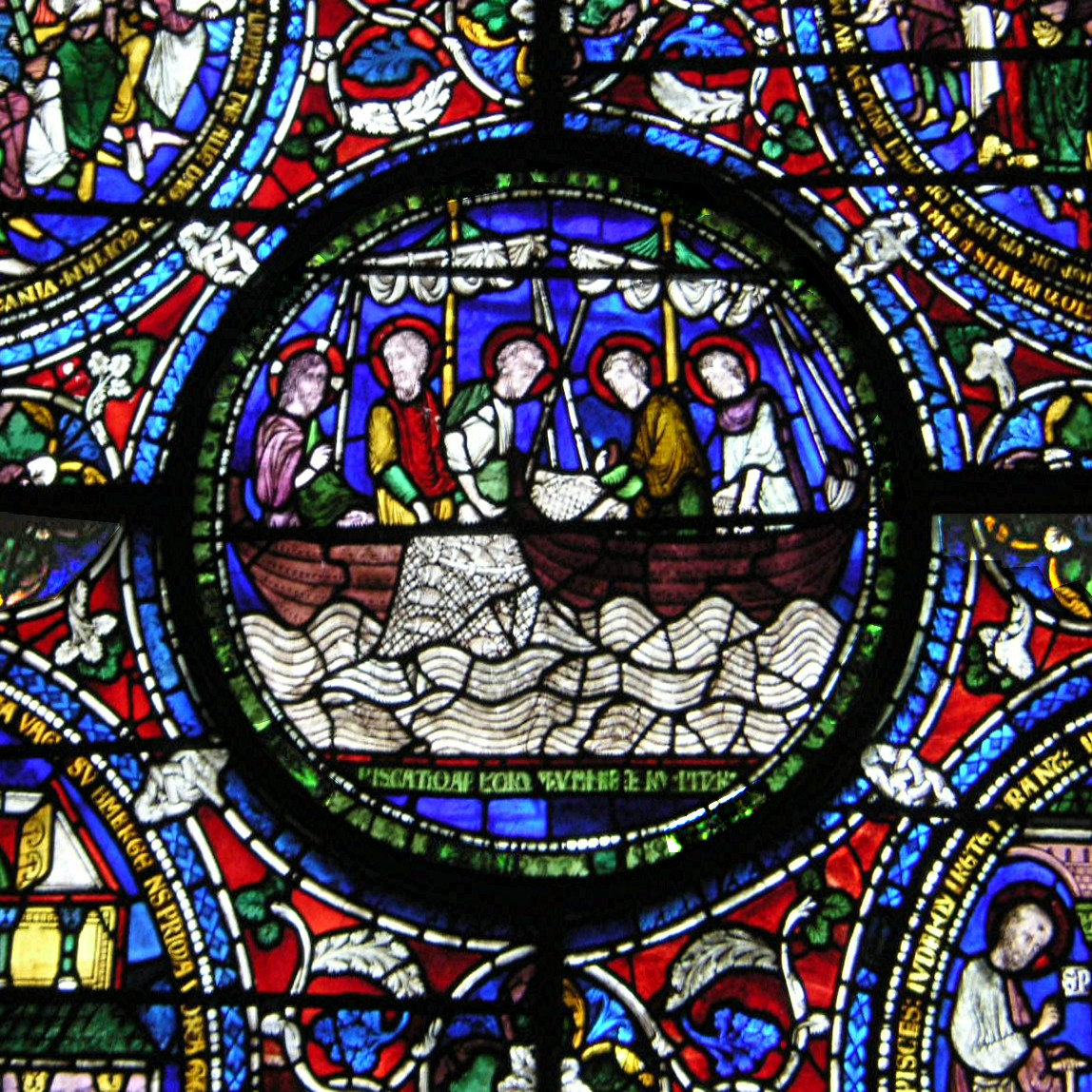
Detall d'un vitrall, Catedral de Canterbury (primer miracle)
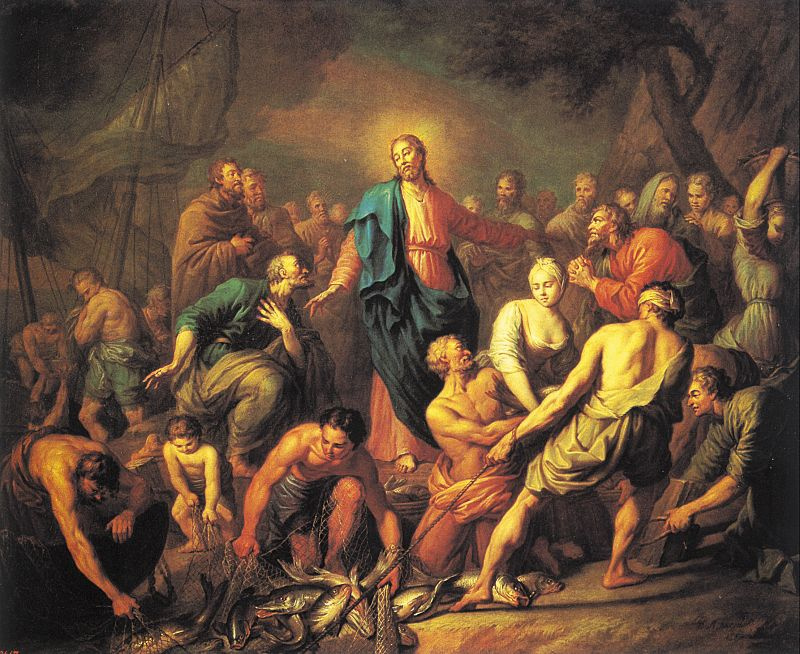
Primer miracle pintant per Anton Losenko, 1762
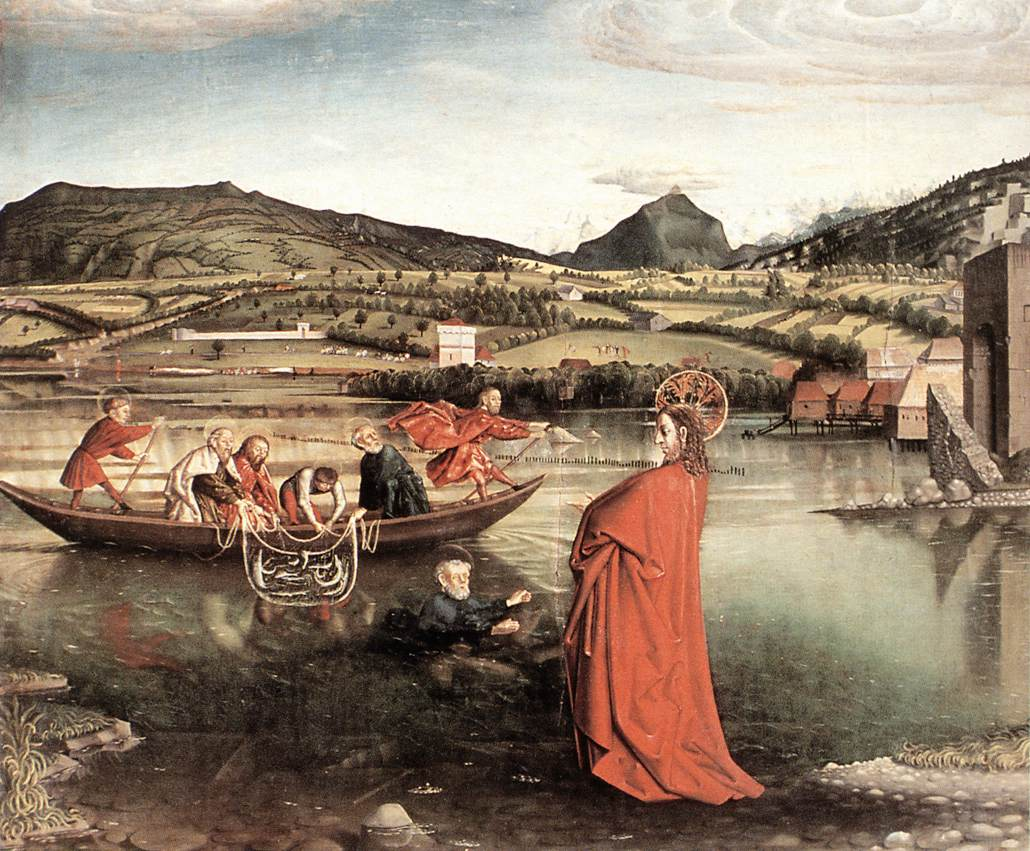
Segon miracle pintant per Konrad Witz, 1444
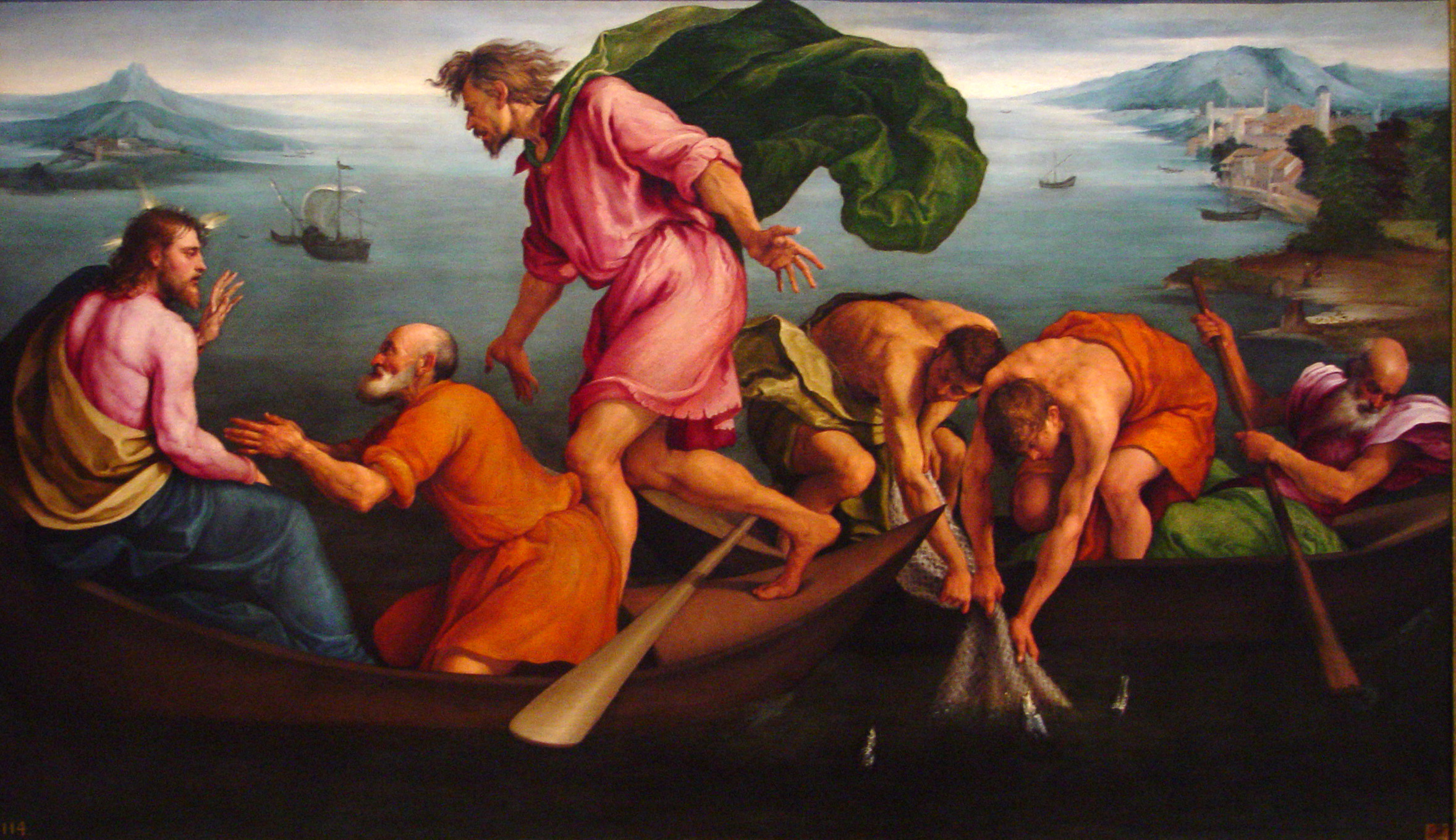
Primer miracle pintant per Jacopo Bassano, 1545
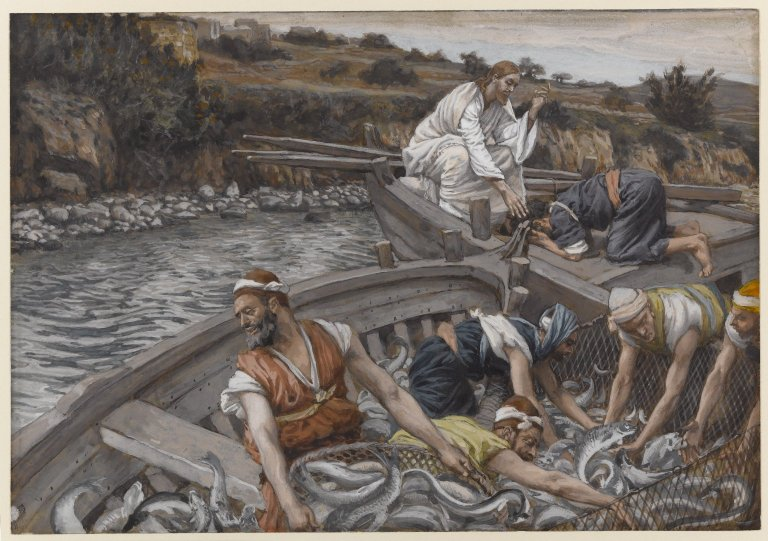
guaix per James Tissot (primer miracle)
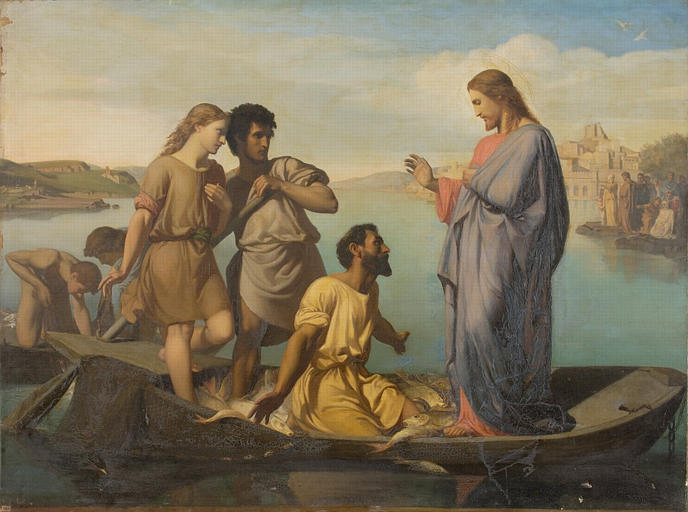
Primer miracle pintat per Henri-Pierre Picou, 1850s